# Почерняєв Федір Кузьмич
Почерняєв Федір Кузьмич (1.02.1929 — 13.10.1987) — український вчений-селекціонер в галузі свинарства, лауреат Державної премії УРСР в галузі науки і техніки, доктор сільськогосподарських наук, професор, заслужений діяч науки УРСР, член-кореспондент ВАСГНІЛ.

## Біографія
Народився 1 листопада 1929 в Полтаві. У 1954 році закінчив Полтавський сільськогосподарський інститут.
1954–1957 — аспірант Полтавського НДІ свинарства.
1957–1963 — старший науковий співробітник.
1963–1970 — заступник директора інституту з наукової роботи. У 1969 році захистив докторську дисертацію.
1970–1987 — директор Полтавського НДІ свинарства.

## Наукові досягнення
Є одним з розробників методів і прийомів з виведення нових порід і ліній свиней м'ясного напрямку продуктивності. Описав особливості і сформулював завдання селекційно-племінної роботи в різних категоріях господарств, розробив пропозиції та організаційну структуру племінного і товарного свинарства.
Під його керівництвом і за безпосередньої участі проведені дослідження з вивчення стресових впливів на організм тварин. Встановив високу кореляцію типів вищої нервової діяльності свиней з продуктивністю і їх адаптаційними здібностями.
Федір Кузьмич створив власну наукову школу, з якої вийшло десять кандидатів наук. Під його редакцією було видано одинадцять державних племінних книг свиней великої білої породи. Брав участь у створенні чотирьох нових високопродуктивних ліній великої білої породи, очолював колектив учених — авторів породи свиней
м'ясного типу ПМ-1, якому 11 грудня 1984 року було присуджено Державну премію України в галузі науки і техніки.

## Громадсько-політична діяльність
З 1971 року обирався депутатом Полтавської міської ради народних депутатів, а з 1980 року — депутатом Полтавської обласної ради 17-го, 18-го та 19-го скликань.

## Нагороди, премії
Заслужений діяч науки Української РСР. Лауреат Державної премії Української РСР. Нагороджений орденом Трудового Червоного Прапора, медалями СРСР, УРСР і ВДНГ СРСР.